# كاترين أندرسون
كاترين أندرسون (بالإنجليزية: Catherine Anderson)‏ هي كاتِبة أمريكية، ولدت في 22 ديسمبر 1948 في غرانتس باس في الولايات المتحدة.